# Warren Sapp
Warren Carlos Sapp (Orlando, 19 dicembre 1972) è un ex giocatore di football americano statunitense nel ruolo di defensive tackle nella National Football League (NFL) per tredici stagioni.
Giocò a football al college per gli University of Miami Hurricanes, con cui fu selezionato come All-American vincendo numerosi premi. Fu scelto dai Tampa Bay Buccaneers nel Draft NFL 1995 come 12º scelta assoluta e giocò da professionista coi Buccaneers e gli Oakland Raiders. Trascorse nove stagioni a Tampa Bay, guadagnandosi 7 convocazioni per il Pro Bowl ed un anello del Super Bowl nel 2002. Si trasferì ai Raiders nel 2004. Sapp fu inserito nella Pro Football Hall of Fame nel 2013 nel suo primo anno di eleggibilità. L'11 novembre 2013 divenne solamente il secondo giocatore della storia dei Buccaneers a cui fu concesso l'onore del ritiro del numero di maglia, il 99.
I suoi 96,5 sack in carriera (100 contando i playoff) sono il secondo massimo in carriera per un defensive tackle e la 28ª prestazione totale per un uomo della linea difensiva. I suoi 77 sack coi Buccaneers sono il secondo risultato nella storia della franchigia.
Durante la sua carriera, Sapp fu fonte di alcune controversie a causa del suo stile di gioco violento e delle sue uscite verbali, sia sul campo che fuori. Alcune di queste occasioni finirono con multe da parte della NFL ed una volta fu espulso dal campo di gioco per condotta anti-sportiva.

## Carriera professionistica

### Tampa Bay Buccaneers

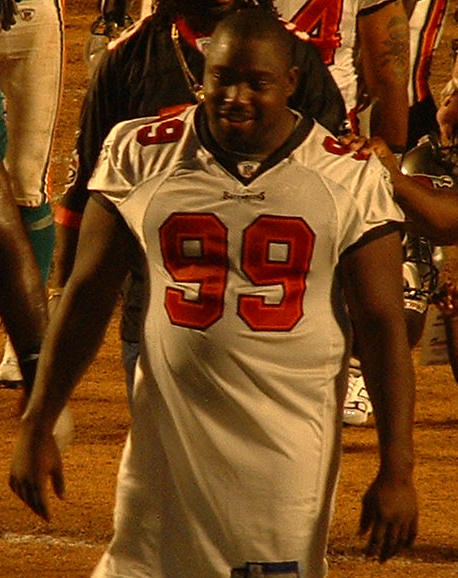
Sapp con la maglia dei Bucs.

Dopo i successi con la University of Miami nel football universitario, Sapp fu scelto come dodicesimo assoluto del Draft 1995 dai Buccaneers. All'epoca gli analisti avevano predetto che Sapp sarebbe stato scelto molto più in alto nel draft; a causa di voci su test post positivi a marijuana e cocaina venute alla luce il giorno prima del draft, molte squadre decisero di non selezionarlo. La NFL rilasciò un duro comunicato negando tali voci e Sapp anni dopo accusò un anonimo individuo di aver voluto sabotare la sua scelta nel draft. Tre anni dopo (nel 1998), Sapp firmò un'estensione contrattuale di 6 anni del valore di 36 milioni di dollari. Sapp stabilì il miglior primato di corsa sulle 40 yard per un defensive tackle, con un tempo di 4,69 secondi. Dopo essersi unito a Tampa Bay, a Sapp fu immediatamente consegnato il posto di defensive tackle titolare, una posizione che avrebbe conservato in tutti i suoi anni di carriera a Tampa. La sua stagione da rookie terminò con 27 tackle e un intercetto. Sapp continuò ad essere prolifico, intimidendo gli offensive tackle avversari, con 51 tackle e 9 sack nel 1996 e 58 tackle e 10.5 sack nel 1997, anno in cui fu convocato per il suo primo Pro Bowl, la prima di sette selezioni consecutive. Nel 1999, Sapp fu premiato come miglior difensore dell'anno della NFL.
Sapp prosperò nella difesa aggressiva dei Bucs, la quale gli concedeva di sfruttare al meglio la sua devastante combinazione di stazza e rapidità anche quando veniva raddoppiato o triplicato dalle linee offensive avversarie.

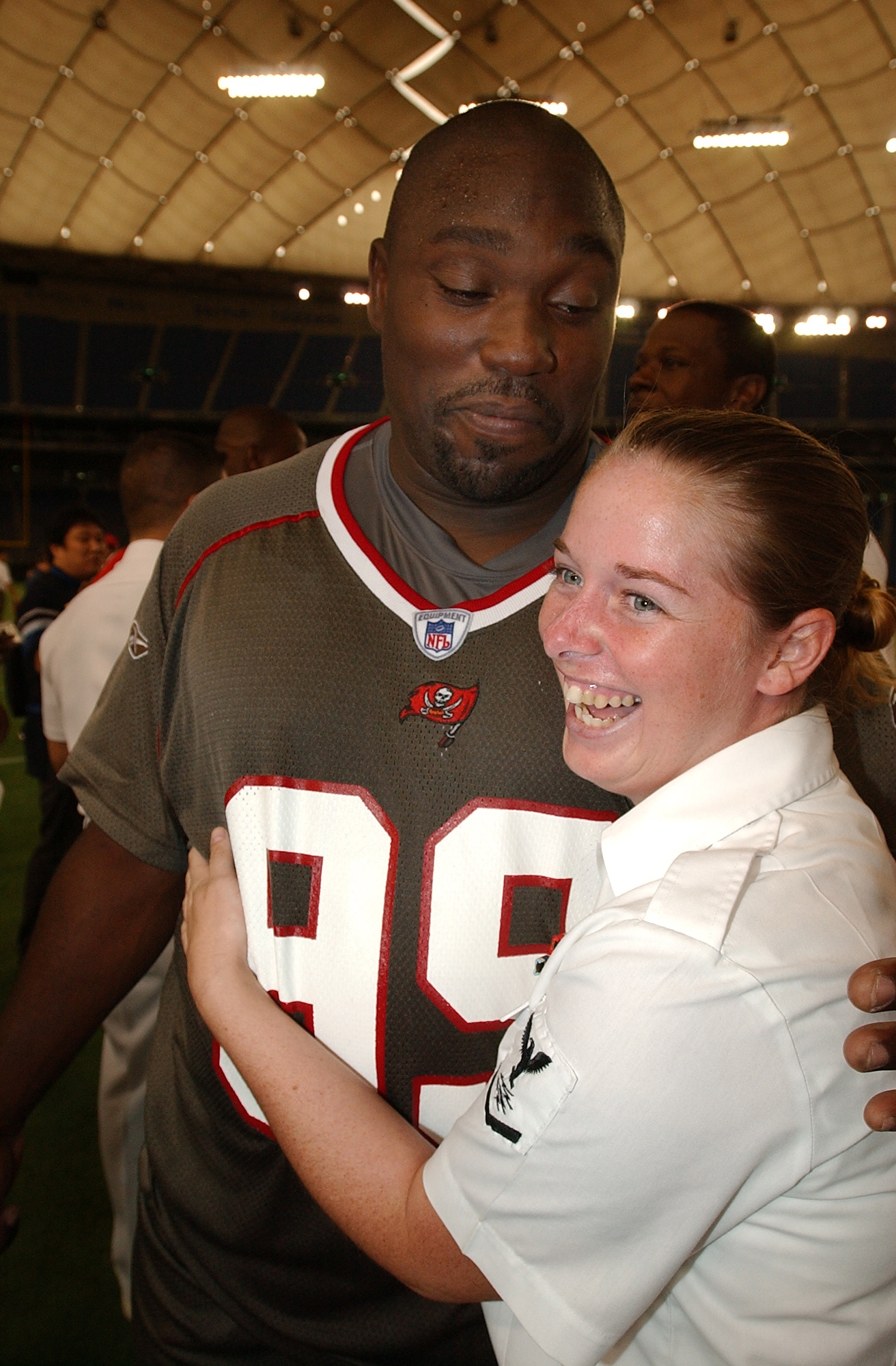
Sapp (all'epoca dei Bucs) durante una visita alla Marina degli Stati Uniti.

#### Super Bowl XXXVII
Nel 2002, Sapp guidò la squadra di Tampa Bay alla vittoria nel Super Bowl XXXVII contro gli Oakland Raiders. Sapp mise a segno 5 tackle e 2 sack nei playoff 2002-2003 e fu un perno fondamentale della difesa dei Buccaneers che si classificò al primo posto nella NFL.

### Oakland Raiders
Nel 2004 trapelò l'indiscrezione che Sapp intendesse accettare un'offerta dei Cincinnati Bengals per un contratto quadriennale del valore di 16 milioni di dollari. Tuttavia, il 20 marzo, Warren annunciò di aver siglato un contratto di sette anni per 36,6 milioni di dollari con gli Oakland Raiders, la squadra che aveva affrontato e battuto nel Super Bowl due anni prima.
Sapp giocò come titolare tutte le 16 partite nella sua prima stagione a Oakland, dividendosi tra il ruolo di defensive end e quello di defensive tackle. Sapp fece registrare 30 tackle (18 solitari), 2,5 sack e recuperò due fumble. Warren perse circa 20 libbre prima di unirsi ai Raiders nel 2004. La stagione di Sapp nel 2005 partì al meglio, dal momento che tornò alla familiare posizione di defensive tackle. Partì come titolare nelle prime dieci gare della stagione facendo registrare 29 tackle (26 solitari) e terminò al secondo posto della squadra dietro Derrick Burgess con 5 sack. Nelle ultime 6 gare della stagione non scese in campo a causa di un infortunio alla spalla.
Sapp tornò nella sua forma da All-Pro nel 2006. Sapp e la difesa dei Raiders furono una delle poche note liete di quella stagione. Sapp mise a segno 10 sack e 32 tackle (16 solitari) e forzò un fumble. Prima della stagione 2007 perse altre 49 libbre terminando l'annata con 37 tackle (24 solitari), 2 sack e 2 fumble forzati.
Il 3 gennaio 2008, Sapp disse al proprietario dei Raiders Al Davis in una comunicazione telefonica che si sarebbe ritirato. Il giorno successivo Sapp confermò la notizia sul suo sito ufficiale. Il ritiro divenne ufficiale il 4 marzo 2008.

## Palmarès

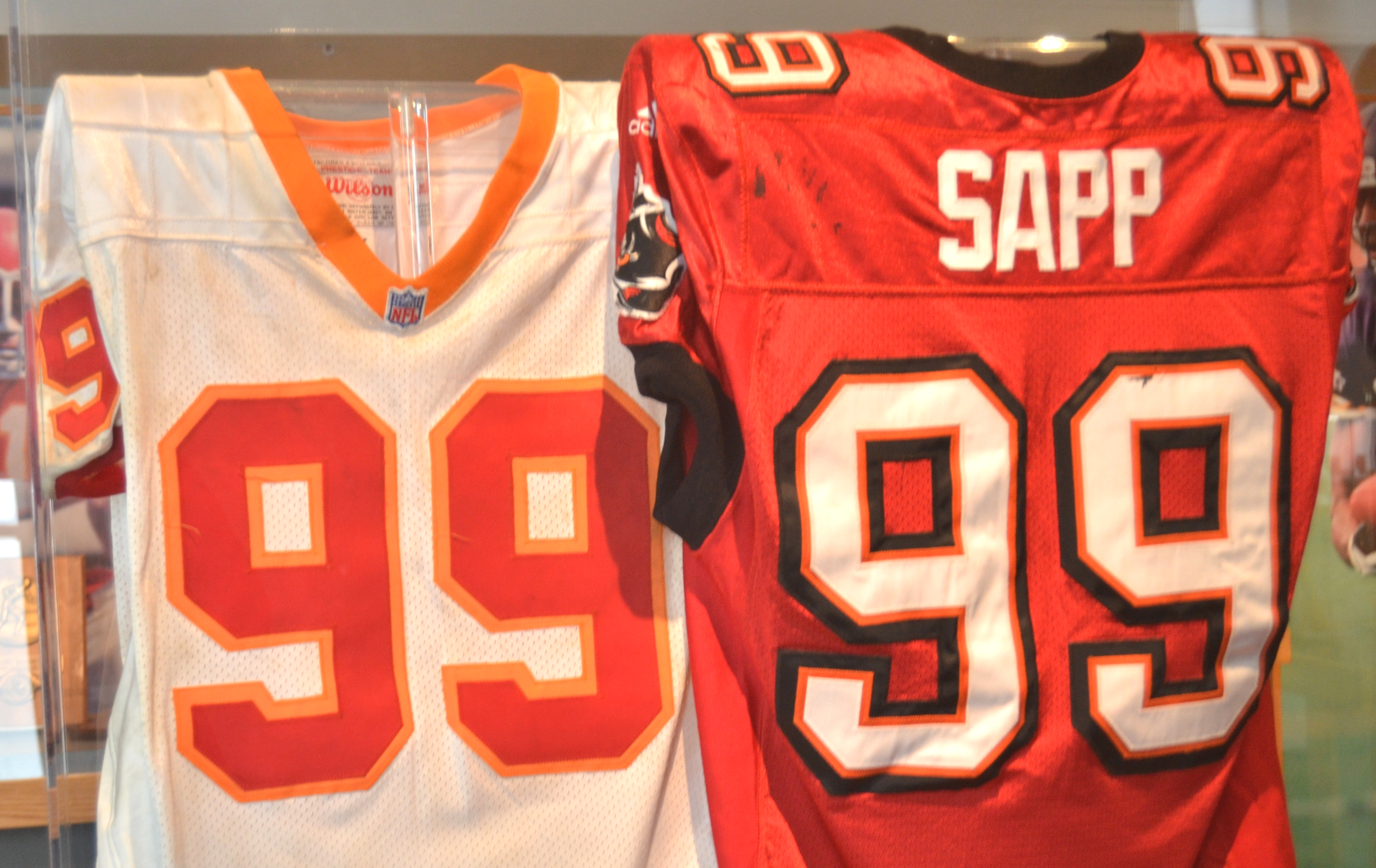
Le maglie di Sapp in mostra alla Pro Football Hall of Fame a Canton, Ohio.

### Franchigia
- Super Bowl : 1

Tampa Bay Buccaneers: XXXVII
- National Football Conference Championship: 1

Tampa Bay Buccaneers: 2002

### Individuale
- Difensore dell'anno: 1

1999
- Convocazioni al Pro Bowl: 7

1997, 1998, 1999, 2000, 2001, 2002, 2003
- First-team All-Pro: 4

1999, 2000, 2001, 2002
- Second-team All-Pro: 2

1997, 1998
- PFWA All-Rookie Team - 1995
- Bronko Nagurski Trophy - 1994
- Lombardi Award - 1994
- Formazione ideale della NFL degli anni 1990
- Formazione ideale della NFL degli anni 2000
- Numero 99 ritirato dai Tampa Bay Buccaneers
- Pro Football Hall of Fame (classe del 2013)

## Statistiche
| Partite totali             | 198  |
| Partite totali da titolare | 188  |
| Tackle totali              | 569  |
| Sack fatti                 | 96,5 |
| Intercetti fatti           | 4    |
| Fumble forzati             | 8    |